# Trotocalpe
Trotocalpe là một chi bướm đêm thuộc họ Geometridae.